# Філенко Володимир Пилипович
Володи́мир Пили́пович Філе́нко (11 жовтня 1955, село Шелудьківка, Харківська область) – український політик, народний депутат України 1-го, 3-го, 4-го та 6-го скликання, «польовий командир» Помаранчевого Майдану 2004 року.

## Життєпис
Народився 11 жовтня 1955 року в селі Шелудьківка Зміївського району Харківської області.
Батько, Пилип Іванович (1925–1999), працював пожежником на заводі імені Малишева. Мати, Параска Павлівна (1927–2014), працювала телятницею місцевого радгоспу імені Гагаріна.
Освіта:
Харківський державний університет (1972–1977), історик, викладач історії та суспільствознавства;
Харківський сільськогосподарський інститут (1986–1990), економіст, організатор сільського-господарського виробництва. 
З серпня 1977 року до серпня 1979 року працював вчителем історії Червонооскільської середньої школи Ізюмського району. Потім, до серпня 1982 року – секретар Зміївського райкому ЛКСМУ. 
З серпня 1982 року до жовтня 1984 року проходив військову службу на посаді заступника командира роти з політичної частини військової частини 43016 (місто Реутов, Московська область).
З жовтня 1984 року до жовтня 1985 року – консультант кабінету політосвіти Зміївського райкому КПУ. Потім, до травня 1990 року – секретар парткому радгоспу імені Гагаріна, село Шелудьківка Зміївського району.

## Парламентська діяльність
Народний депутат України 1-го скликання (15 травня 1990 року – 10 травня 1994 року) від Готвальдівського виборчого округу № 387 Харківської області. 
1-й тур: з'явилося 92.3 %, «за» 15.3 % 2-й тур: з'явилося 80.2 %, «за» 52.7 % 10 суперників (основний – Антонов М. М., член КПРС, голова об'єднання «Харківоблагробуд», 1-й тур – 14.8 %, 2-й тур – 40.8 %). 
У Верховній Раді України 1-го скликання був першим заступником голови Народної Ради, головою фракції Демплатформи, головою фракції «Нова Україна». Секретар Комісії з прав людини.
Березень 1994 року – кандидат в народні депутати України від Жовтневого виборчого округу № 368 Харківської області, висунутий виборцями. 1-й тур – 18.58 %, 2 місце з 19 претендентів; 2-й тур – 34.57 %, 2 місце з 2 претендентів.
Народний депутат України 3-го скликання (12 травня 1998 року – 14 травня 2002 року) від Народно-демократичної партії, № 7 в списку. На час виборів: голова секретаріату Народно-демократичної партії, радник Прем'єр-міністра України. 
У Верховній Раді України 3-го скликання був першим заступником голови фракції НДП (травень 1998 року – червень 1999 року), членом фракції ПРП «Реформи-Конгрес» (з червня 1999 року). Член Комітету з питань правової реформи (липень 1998 року – березень 2000 року), член Комітету з питань правової політики (з березня 2000 року).
Народний депутат України 4-го скликання (14 травня 2002 – 25 травня 2006 року) від блоку Віктора Ющенка «Наша Україна», № 27 в списку, член ПРП. Член фракції «Наша Україна» (травень 2002 року – вересень 2005 року), уповноважений представник фракції політичної партії «Реформи і порядок» (з вересня 2005 року). Член Комітету з питань правової політики (з червня 2002 року).
Березень 2006 року – кандидат в народні депутати України від Громадянського блоку «Пора-ПРП», №11 в списку. На час виборів: народний депутат України, член ПРП.
Народний депутат України 6-го скликання (23 листопада 2007 року – 12 грудня 2012 року) від «Блоку Юлії Тимошенко», № 60 в списку. Член фракції «Блок Юлії Тимошенко» (з листопада 2007 року). Член Комітету з питань правосуддя (з грудня 2007 року).

## Політична діяльність
1 червня 1990 року у Верховній Раді пригадав так звану "справу побутовиків та інших" в контексті корупції у Харкові.
28 липня 1990 року організував і очолив вихід великої групи народних депутатів України з лав КПРС, в результаті чого утворилася фракція Демплатформи чисельністю 45 народних депутатів. 

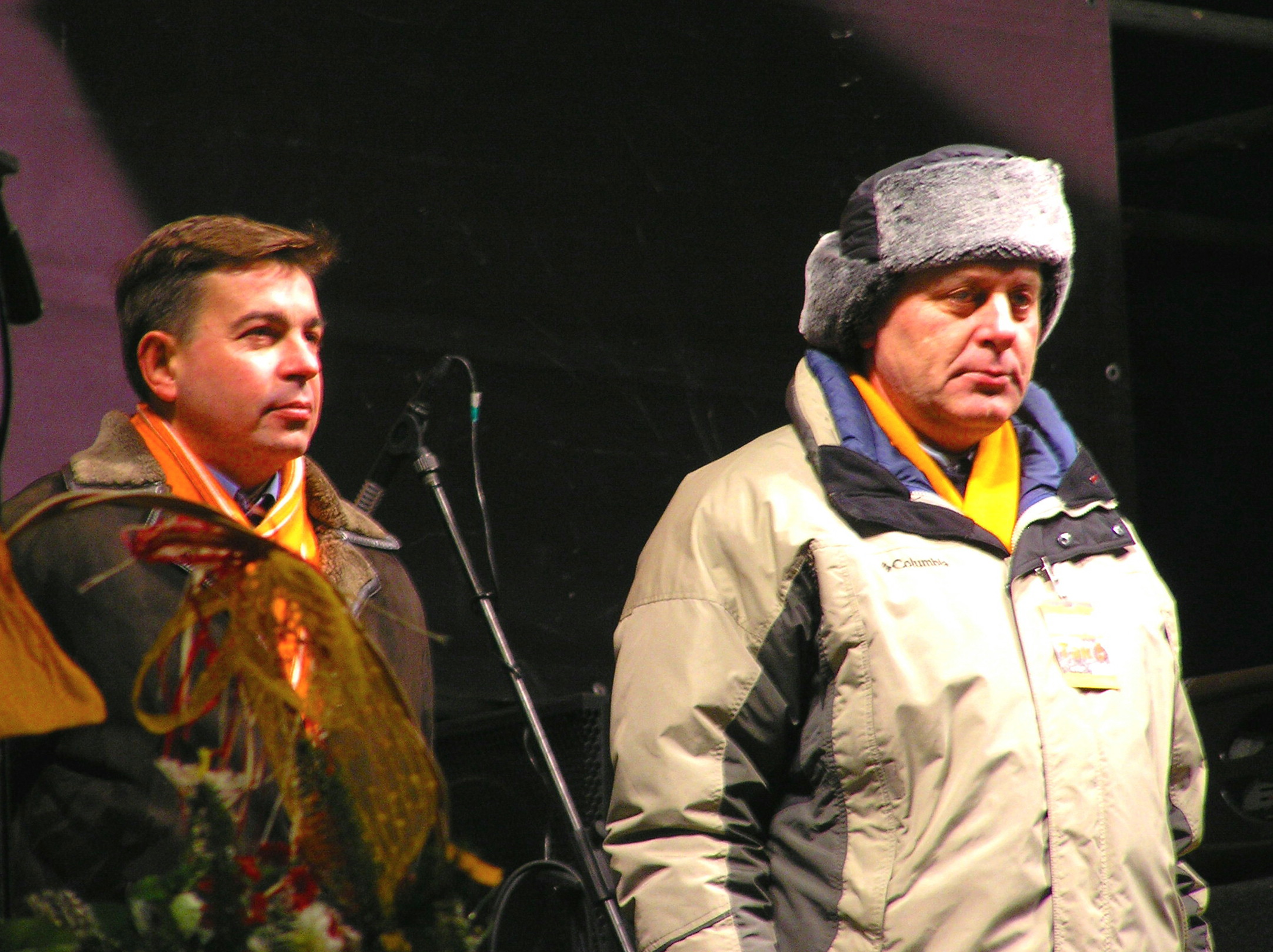
Володимир Філенко і Тарас Стецьків під час Майдану, листопад 2004 року

Один з ініціаторів утворення, організатор, активний учасник, перший заступник голови Народної Ради (1990-1994) – об'єднаної парламентської опозиції у Верховній Раді України 1-го скликання, сформованої з представників Демократичного блоку та Демплатформи. З цього моменту Народна Рада отримала статус всеукраїнської опозиції. 
Один з організаторів парламентської протидії в Україні намірам реакційного Державного комітету з надзвичайного стану (ГКЧП) 19-21 серпня 1991 року.
Активний учасник підготовки та роботи надзвичайної сесії Верховної Ради України 24 серпня 1991 року, яка прийняла Акт проголошення Незалежності України.
В 1990-1995 роках – співголова, а потім – голова Партії демократичного відродження України (ПДВУ).
Один із засновників та голова (1992-1993) громадсько-політичного об'єднання «Нова Україна».
Один з головних ініціаторів і організаторів Установчого з'їзду Народно-демократичної партії (НДП) 24 лютого 1996 року, яка об'єднала представників Партії демократичного відродження України, Трудового конгресу України, об'єднання «Нова Україна», об'єднання «Нова хвиля», Союзу підтримки республики Крим, Союзу українського студентства, Асоціації молодих українських політиків та політологів та інших громадьсько-політичних організацій.

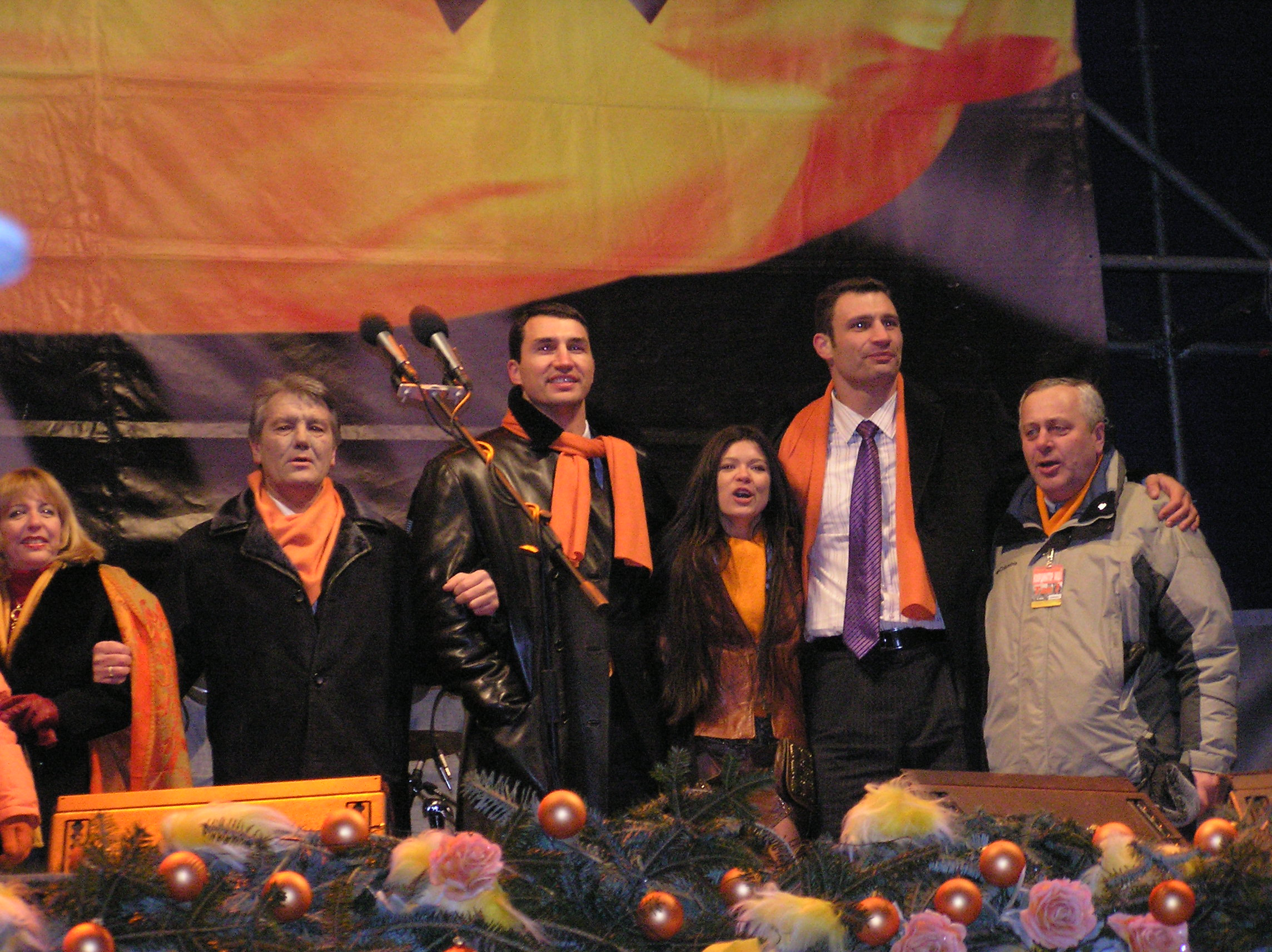
Володимир Філенко на сцені Майдану, грудень 2004 року

У 1996-1999 роках – перший заступник голови Народно-демократичної партії (НДП), у 1996-1998 роках був керівником Секретаріату НДП, здійснював активну роботу з розбудови НДП.
У травні 1999 року через незгоду з позицією з'їзду НДП щодо підтримки кандидатури Леоніда Кучми на посаду Президента України разом з великою групою народних депутатів України та рядових членів залишив лави Народно-демократичної партії та приєднався до Партії «Реформи і Порядок».
З травня 1999 року до травня 2013 року – заступник голови Партії «Реформи і Порядок».
Один з організаторів і активних учасників протестних кампаній «Україна без Кучми» (2000-2001 роки) та «Повстань, Україно» (2002-2003 роки), організованих опозиційними силами і спрямованих проти режиму Леоніда Кучми.
Член спеціальної ради Громадської ініціативи «Форум національного порятунку» (2001-2003 роки).
У 2001-2003 роках очолював Харківський обласний штаб Блоку Віктора Ющенка «Наша Україна». Відповідав за проведення виборчої кампанії Блоку на виборах до Верховної Ради України, що відбулися у березні 2002 року.

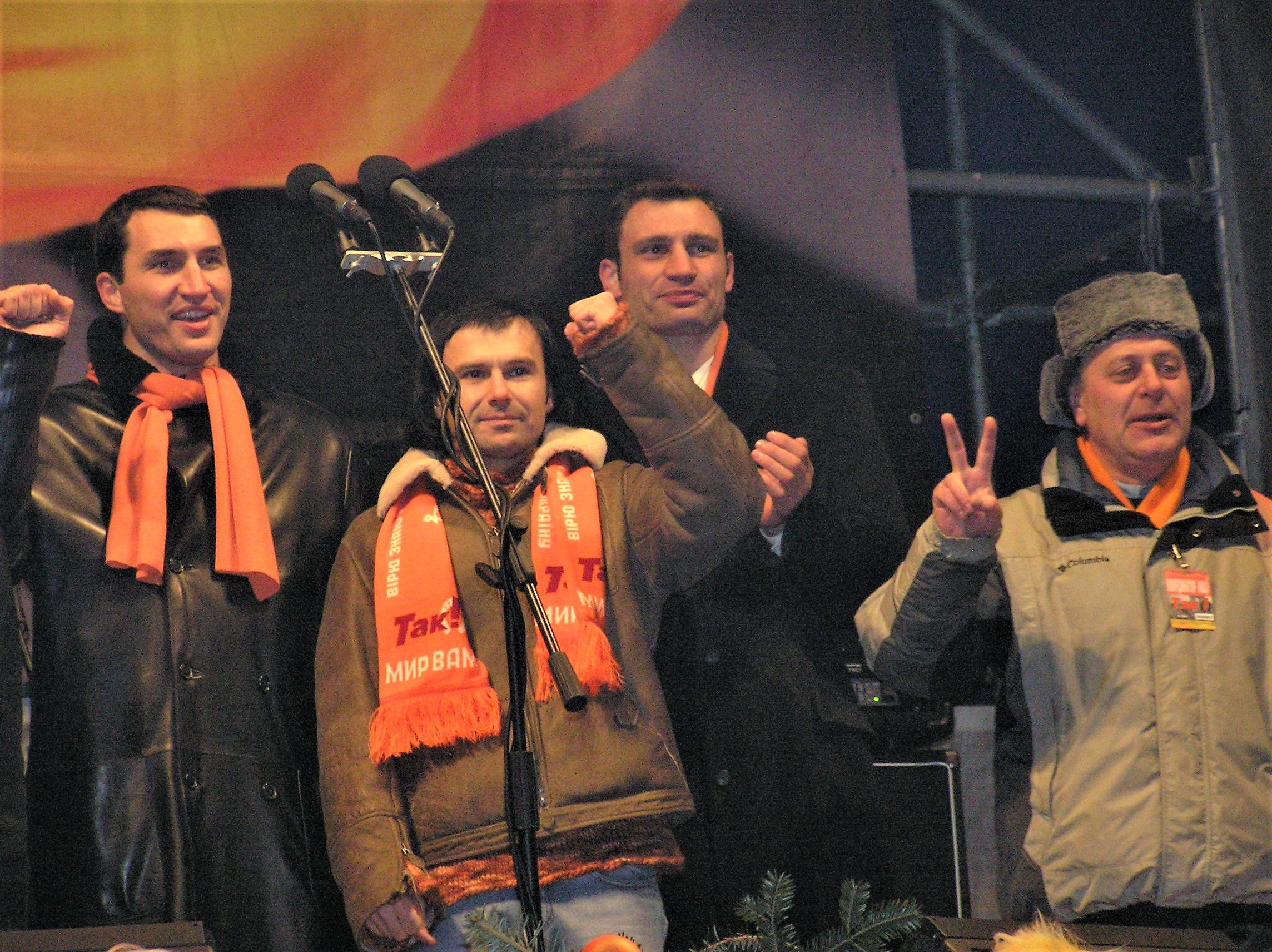
Володимир Кличко, Святослав Вакарчук, Віталій Кличко, Володимир Філенко, грудень 2004 року

У 2003-2004 роках у центральному Виборчому штабі Віктора Ющенка разом з Тарасом Стецьківим очолював напрямок з організації масових акцій.
Співавтор (разом з Тарасом Стецьківим) ідеї залучення широких народних мас у виборчій кампанії по виборах Президента України у 2004 році та відстоюванні результатів народного волевиявлення. Автор ідеї всенародного висунення Віктора Ющенка кандидатом в Президенти України на Співочому полі у Києві в липні 2004 року. Головний співавтор і співорганізатор масових акцій влітку та восени 2004 року в рамках виборчої кампанії Віктора Ющенка, в тому числі – Помаранчевого Майдану.
Під час Помаранчевої революції – один із «польових командирів» Майдану. 
Під час виборчої кампанії до Верховної Ради України 2006 року був керівником центрального виборчого штабу «Громадянського блоку Пора-ПРП», який очолював Віталій Кличко.
У 2015 році в рамках виборчої кампанії з виборів Президента України очолював Харківський обласний виборчий штаб Петра Порошенка. Здобутий в області результат за кандидата – 35,27% (при планових 25%).
У 2015 році був членом конкурсної комісії з відбору кандидатів на зайняття адміністративних посад у Спеціалізованій антикорупційній прокуратурі (за квотою Верховної Ради України).
З січня 2015 року до серпня 2021 року – радник Міністра внутрішніх справ України.

## Державні нагороди
- Орден князя Ярослава Мудрого IV ст. (22 січня 2016) — за значний особистий внесок у державне будівництво, соціально-економічний, науково-технічний, культурно-освітній розвиток Української держави, справу консолідації українського суспільства, багаторічну сумлінну працю[8]
- Орден князя Ярослава Мудрого V ст. (30 листопада 2005) — за вагомий особистий внесок у державне будівництво, активну участь у законотворчому процесі, плідну громадсько-політичну діяльність[9]
- Орден «За заслуги» III ст. (21 серпня 1997) — за особисті заслуги у розвитку української державності, активну законотворчу роботу та з нагоди шостої річниці незалежності України[10]
- Відзнака Президента України — ювілейна медаль «25 років незалежності України» (2016).[11]

## Родина
Дружина – Ольга Василівна (1959), бухгалтер.
Донька – Ірина (1979), юрист.
Син – Ярослав (1982), економіст.
Онуки – Владислав (1998), Анна (2014), Соломія (2023).

## Книги, статті, відео
- Володимир Філенко. Партитура революції. - Харків: Фоліо, 2021. - 348 с.: іл., — (Мемуари та щоденники). ISBN 978-966-03-9179-6 ISBN 978-966-03-9716-3
- Розпад Радянського Союзу. Усна історія незалежної України. 1988-1991
- Яку Україну ми отримали Дзеркало тижня, 22 серпня 2001 року
- Якщо влада сфальсифікує вибори, народ чинитиме опір Львівська газета, 8 липня 2004 року
- Володимир Філенко: "Народний союз" може стати "Нашою Україною" Обозреватель, 30 березня 2005 року
- Якби ми зі Стецьківим хотіли потрапити до парламенту за будь-яку ціну, ми давно були б у партії Президента Дзеркало тижня, 2 вересня 2005 року
- Що буде 20-го: майдан чи Майдан Дзеркало тижня, 4 листопада 2005 року
- Його називають "героєм трьох революцій", сам про себе він скромно каже "опозиціонер". Радіо Свобода, 8 квітня 2006 року
- Крок, який треба було зробити Дзеркало тижня, 4 серпня 2006 року
- Роздуми на задану тему Дзеркало тижня, 24 листопада 2006 року
- Третя спроба Дзеркало тижня, 25 травня 2007 року
- Володимир Філенко: Спонсори Партії регіонів мали би бути проти нинішньої політики Главком, 2 серпня 2010 року
- Володимир Філенко: Бензин розлито. Іскрою може слугувати що завгодно Лівий берег, 13 серпня 2012 року
- Люди чекають, що хоча б хтось дав знахабнілим регіоналам по морді ТСН, 16 листопада 2012 року
- Володимир Філенко: Опозиція боялася перемогти, або, може, й не ставила таке завдання Український тиждень, 5 грудня 2012 року
- Володимир Філенко: Люди захотіли побачити в парламенті тих, хто дасть у морду Партії регіонів Лівий берег, 22 грудня 2012 року
- Обираємо майбутнє разом! Дзеркало тижня, 22 листопада 2013 року
- Володимир Філенко: Присутність на Майдані партійних прапорів є помилковою Ракурс, 26 листопада 2013 року
- Що робити з Майданом? Главком, 21 грудня 2013 року
- Тактика і стратегія Майдану Дзеркало тижня, 14 січня 2014 року
- Польові командири Майдану-2004 дали поради, як діяти Майдану у 2014 році Zaxid.net, 18 січня 2014 року
- Володимир Філенко про необхідність повернення до Конституції Телеканал TVi, 3 лютого 2014 року
- Насправді. Володимир Філенко Телеканал Simon, 7 жовтня 2014 року
- Володимир Філенко: Війну виграємо, коли виконаємо вимоги Майдану Кореспондент, 26 листопада 2014 року
- Володимир Філенко в програмі «Що ж ми за народ такий» Володимир Яворівський, 15 червня 2017 року
- Володимир Філенко про фатум Гройсмана та помилки президентів Politeka, 11 квітня 2018 року
- Анатолій Кінах, Володимир Філенко: Верховна Рада України - 30 років Телеканал Рада, 25 травня 2020 року
- Завтра буде завтра. Володимир Філенко Тетяна Кулик, 25 березня 2021 року
- Володимир Філенко: про незалежність України, путч 91-го та кулуарні ігри 8 канал, 17 липня 2021 року
- Володимир Філенко. Таємниці української незалежності Danylo Yanevsky, 9 серпня 2021 року
- Незалежність дала нам свободу і шанс - не більше - Володимир Філенко Громадське радіо, 11 серпня 2021 року
- Колапс. Як українці зруйнували імперію зла. Епізод шостий Суспільне новини, 1 жовтня 2021 року
- «Партитура революції» Володимира Філенка. Уривок із книги Лівий берег, 11 жовтня 2021 року
- Парламентаризм як запобіжник авторитаризму і шлях до суспільного компромісу Лівий берег, 3 листопада 2021 року
- Формуємо імунітет міцності Лівий берег, 16 лютого 2022 року
- Без перемоги над Росією ми всі загинемо Громадське радіо, 24 серпня 2022 року
- Як революції змінювали Україну Перший, 29 серпня 2022 року
- Ми пожинаємо плоди «п’ятої колони», яка була досить потужною в Україні  — польовий командир Майдану Громадське радіо, 21 листопада 2022 року
- Зі становленням Зеленського як лідера нації, він починає розуміти, що свою команду треба ретельно чистити — Філенко Громадське радіо, 23 січня 2023 року